# 바스터즈: 거친 녀석들
《바스터즈: 거친 녀석들》(Inglourious Basterds)은 2009년 공개된 전쟁 영화이다. 쿠엔틴 타란티노가 감독과 각본을 맡았고, 브래드 피트, 크리스토프 발츠, 멜라니 로랑 등이 출연하였다. 2009년 5월 20일, 황금종려상을 목표로 제62회 칸국제영화제에서 발표되었다. 후에 와인스타인 컴퍼니와 유니버설 스튜디오 인터내셔널의 배급으로 2009년 8월부터 미국과 유럽의 극장에서 개봉하였다.
무대는 제2차 세계 대전 중 나치에 점령된 프랑스이다. 5장(章)으로 나뉘어 전개되는 이야기는 나치 독일 지도자의 암살을 계획하는 두 명의 주인공을 그린다. 하나는 나치 친위대 대령(발츠)에게 가족을 잃은 유대계 프랑스 여성인 영화관 주인(로랑)이며, 다른 하나는 유대계 미국인으로 구성된 비밀 부대를 이끄는 미 육군 중위(피트)이다. 여자의 복수극과 남자들의 싸움은 나치의 선전 영화를 선보이는 밤, 극장이 불타오르며 클라이맥스를 맞는다.
8월 21일에 북미 3,165관에서 개봉되면서 38,054,676 달러를 벌어들여 주말 흥행 성적 1위를 차지하였다. 전세계적으로는 3억 달러 이상의 흥행 수입을 벌어들이며, 《펄프 픽션》의 213,928,762 달러 이상으로 타란티노 감독의 영화 중 최대 히트작이 되었다.
제82회 아카데미 시상식에서 8개 부문에 노미네이트되는 등 크리스토프 왈츠의 압도적인 연기 및 기타 이유로 영화상을 여러 개 수상하였다.

## 줄거리
1장 《그 옛날... 나치 점령하의 프랑스에서》
1941년 제2차 세계 대전 중 나치 독일에 점령 된 프랑스 시골 마을. 이 곳에 부임한 ‘유대인 헌터’의 이명을 취하는 국가 보안 본부의 란다 ‘나치 친위대’ 대령은 실종 된 유대인 가족의 단서를 얻기 위해 낙농가의 남자를 심문한다. 바닥에 그 일가가 숨어있는 것을 파악한 대령은 부하를 시켜 마루너머에서 기관총으로 일가를 몰살시킨다. 그러나 단 한 명, 일가의 딸 쇼산나만이 살아남아 도망친다. 란다는 도망치는 쇼산나의 등을 향해 권총을 겨누지만, 방아쇠를 당기는 대신 이별 인사를 외친다.
2장 《명예 없는 놈들》
1944년 봄, 레인 미 육군 소위는 유대계 미국인 8명으로 구성된 특수 비밀 부대를 조직한다. 레인이 부하에게 설명하는 임무는 시민 사이에 뒤섞여 적진 깊숙이 침투해 나치를 희생의 제물로 올리는 것이었다. 포로는 취하지 않는다는 방침 아래 고문을 가해 살해하고, 레인의 선조이기도 한 아파치 부족의 관습에 따라 각 대원이 100명의 나치병의 두피를 벗기라고 명한다. 한편 독일군 사이에서 레인의 부대는 ‘바스터즈’로 이름 나 있으며, 그 활약은 생존자를 통해 히틀러에게 전해지고 있었다. ‘유대인의 곰’이라 불리는 병장 도니는 협력을 거부하는 나치 장교를 방망이로 박살낸다. 레인은 유일한 생존자인 독일병의 이마에 평생 지울 수 없는 하켄크로이츠를 칼로 새긴 후 풀어준다. 바스터즈는 한편, 독일병이면서 나치 장교인 13명을 학살하고, 감옥에 갇혀있던 병장 스티글리츠를 구출해 동료로 합류시킨다.
3장 《파리에서의 독일의 저녁》
1944년 6월 파리. 쇼산나는 작고한 삼촌 부부에게서 물려받은 영화관을 운영하는 젊은 여주인 ‘에마뉘엘’이라는 사연으로 다른 사람 행세를 하고 있었다. 쇼산나에게 호의를 품고있는 독일 저격병 프레드릭은, 그의 이탈리아 전선에서의 활약을 다룬 영화 《국민의 자랑》을 만들어 낸 괴벨스 장관에게 쇼산나를 억지로 만나게 하여, 영화 프리미어 시사회를 쇼산나의 극장에서 하자며 괴벨스를 설득한다. 그 식당 회식자리에 가족을 몰살한 란다가 나타나자 쇼산나는 긴장한다. 란다는 괴벨스와 이야기를 마친 쇼산나를 남게하고, 그녀의 어린 시절과 극장에 대해 이것저것 묻지만, 마지막까지 에마뉘엘이 쇼산나라는 것은 눈치채지 못한다. 란다가 자리를 뜨자 극도의 긴장이 풀린 쇼산나는 조용히 눈물을 흘린다. 그녀는 가족을 잃은 복수로, 시사회에 모인 나치 고위 관리들이 있는 극장을 무연화약으로 불태우고자 한다.
4장 《영화관 작전》
나치 고위 관리가 한자리에 모인 프리미어 시사회 정보는 영국군도 알고 있었다. 페니치 장군은 독일어와 영화사(史)에 능통한 히콕스 소위를 호출해 처칠 수상도 있는 자리에서 나치 고위 관리가 있는 극장을 폭파하는 극장 전략에 대해 설명한다. 히콕스는 독일어가 가능한 ‘바스터즈’ 멤버와 함께 나치 군인으로 분해 프랑스의 시골 마을에 있는 바를 찾아간다. 그 곳에서 작전을 안내하는 독일인 인기 배우이자 영국의 스파이이기도 한 브리짓과 만날 예정이었으나, 바에는 하필 그날 아이가 태어난 독일 군인과 그것을 축하하기 위해 동료들이 모여있었다. 브리짓은 독일병에게 아들의 출생 선물로 사인을 부탁받는다. 히콕스는 부자연스러운 독일어 말투 때문에 독일병에게 의심을 받고, 음료를 주문하는 행동이 결정적이 되어 마침 그 자리에 있던 게슈타포 소령에게 독일인이 아닌 것을 들킨다. 히콕스가 정색하고 나서자 바의 마스터와 웨이트리스까지 말려들게 한 총격전이 펼쳐지고, 다리에 총탄을 입은 브리짓만 살아남게 된다. 브리짓에게 배신당했다고 생각한 레인은 가까운 동물 병원에서 고문을 가하지만, 마침 나치가 그 곳에 있었던 것은 단순한 우연이라는 설명에 납득한다. 또한 브리짓은 레인 일행에게 프리미어 시사회에 히틀러도 참석한다는 새로운 정보를 전한다. 독일어가 가능한 멤버를 잃은 바스터즈 레인, 도니, 오마는 이탈리아인인 척 브리짓을 에스코트 하기로 한다. 후에 바를 수색한 란다는 하이힐과 브리짓이 사인한 냅킨을 발견한다.
5장 《자이언트 페이스의 역습》
《국민의 자랑》 프리미어 시사회에 속속 나치 고위 관리들이 모여든다. 경비에 해당하는 란다는 의심스러운 눈초리를 하고 브리짓의 ‘이탈리아인’ 에스코트들에게 유창한 이탈리아어로 말을 건넨다. 란다는 브리짓을 별실로 데려가 의자에 앉히고 바에서 발견한 하이힐을 신게하고, 사이즈가 맞는 것을 확인한 란다는 브리짓에게 달려들어 목졸라 그녀를 살해한다. 그리고 로비에서 기다리고 있던 레인과 밖에서 대기하고 있던 우티비크를 체포한 뒤 연행하면서 무선으로 레인의 상관과 교섭. 내용은 극장에 남아있는 도니와 오마에게 나치 고위 관리의 암살을 허락하는 대신, 란다의 연금을 인정하고 기소하지 않은 채 미국으로 망명시키는 것이었다. 그때 극장에서는 프레드릭이 쇼산나가 있는 영사실에 들이닥쳤다. 프레드릭을 내쫓을 수 없다고 생각한 쇼산나는 영사실 문을 잠그려하는 프레드릭의 등을 권총으로 쏴 살해한다. 죽을 줄로만 안 프레드릭이 신음하자 쇼산나가 다가간다. 프레드릭은 마지막 힘을 쥐어 짜 몸의 방향을 바꾸어 쇼산나를 사살한다. 쇼산나가 사전에 편집하고 있던 《국민의 자랑》은 연합군에게 메시지를 전달하는 프레드릭의 얼굴에서 쇼산나의 클로즈업으로 바뀌어, 관객은 앞으로 유대인의 손에 죽는다는 메시지를 전한다. 이것을 신호로 영사기사이자 쇼산나의 연인인 마르셀이 극장 출구에 볼트를 연결해 관객이 도망가지 못하게 한 다음, 스크린 뒤에 쌓인 필름에 불을 붙인다. 도니와 오마는 발코니석의 히틀러에게 음료를 나르는 척 다가가 호위를 사살하고, 기관총을 빼앗아 히틀러와 마침 그 자리에 있던 괴벨스, 화염에서 도망치려 우왕좌왕 하는 1층 관객들에게 난사한다. 마지막으로 란다가 레인에게서 빼앗아 히틀러 의자 근처에 설치한 폭탄이 폭발하고 극장에 있던 모든 사람이 죽는다.
레인 일행을 실은 트럭으로 미군의 지배 지역에 도착한 란다는 사전 협의대로 레인에게 투항한다. 총과 칼을 받은 레인은 그 자리에서 란다의 통신병을 사살하고, 우티비크에게 두피를 벗기라고 명령한다. 발악하는 란다. 레인은 란다에게 “미국에서는 나치 군복을 벗고 나치라는 것을 들키지 않게 살아가겠지?”라고 묻는다. 영화는 레인이 란다를 붙잡고 칼로 이마에 하켄크로이츠를 새기는 장면에서 끝난다. “우티비크, 그거 알아? 이건 내 걸작이 될 것 같다.”.

## 배역
- 브래드 피트 - 소위 엘도 레인
- 멜라니 로랑 - 쇼산나 드레이퍼스
- 크리스토프 발츠 - 나치 친위대 대령 한스 란다
- 마이클 패스벤더 - 소위 아치 히콕스
- 일라이 로스 - 병장 도니 도노위츠
- 디아네 크루거 - 브리짓 본 하머스마크
- 다니엘 브륄 - 이병 프레드릭 졸러
- 틸 슈바이거 - 병장 휴고 스티글리츠
- 제던 버크하드 - 상병 윌헴 윅키
- 재키 이도 - 마르셀
- B. J. 노백 - 일병 스미슨 우티비크
- 오마 둠 - 일병 오마 울머
- 아우구스트 딜 - 소령 디에터 헬스트롬
- 데니스 메노쳇 - 페리에르 라파디테
- 레아 세이두 - 샤를로트 라파디테
- 실베스터 그로스 - 요제프 괴벨스
- 마틴 부트케 - 아돌프 히틀러
- 마이크 마이어스 - 장군 에드 페니치
- 줄리 드레이퍼스 - 프란체스카 몬디노
- 리처드 새멀 - 상사 라트먼
- 알렉산더 페링 - 빌헬름
- 로드 테일러 - 윈스턴 처칠
- 크리스티안 버켈 - 에릭
- 쉥케 뫼링 - 버츠
- 샘 러바인 - 일병 히르슈베르크
- 폴 러스트 - 일병 앤디 카건
- 마이클 바콜 - 일병 마이클 짐머만
- 라이너 복 - 장군 쉔헤르
- 보 스벤슨 - 미국 대령
- 엔조 G. 카스텔라리
- 새뮤얼 L. 잭슨 - 내레이터 (크레딧 없음)
- 하비 카이텔 - OSS 사령관 목소리 (크레딧 없음)
- 쿠엔틴 타란티노 (크레딧 없음)
- 그레고리 니코테로 - 게슈타포 (크레딧 없음)

## 제작 과정

### 기획
나는 어떤 식으로든 간에 스파게티 웨스턴에 나오는 스페인 배경, 즉 황무지와 꼭 같은 무대를 찾을 것이다. 미국 병사와 프랑스 농부, 프랑스 레지스탕스와 독일 점령군이 공존하던 무대도 임자 없는 황무지의 한 부류다. 정말 나만의 스파게티 서부극을 하되, 2차 세계대전 식으로 도해한 작품이 될 거다. 단 중요한 것은, 영화 속 시대를 특정하고 싶진 않다는 것이다. 에디트 피아프와 앤드루스 시스터스만 틀어대진 않을 거다. 랩을 할 수도 있고, 내가 하고싶은 건 다 할 수 있다. 이건 속에 뭘 채우냐에 관한 문제다.

타란티노는 이 영화의 각본을 10년 넘게 작업하였는데, 찰리 로즈와의 인터뷰에서 언급하였듯 "그 작품을 너무나 소중하게" 생각하고 있었기에, 계속해서 이야기를 다지고 늘려나갔기 때문이었다. 심지어는 집필 도중에 이번 각본이 자신의 걸작이라 여겼기에 지금까지 썼던 것 중에서 가장 뛰어난 것으로 만들어야 하겠다고 생각했다. 타란티노는 이 영화의 첫 전제가 "임무에 뛰어든 녀석들" (bunch-of-guys-on-a-mission)에 대한 영화이며, "<특공대작전> (1967)이나 <독수리 요새> (1968), <나바론의 요새> (1961) 같은 류의 영화"라고 밝힌 바 있다. 또 한편으로 자신의 모든 작품은 웃겨선 안 될 것을 두고 관객들이 웃게 만들지만, 그 속의 유머 감각은 각 작품마다 다르다고도 밝혔다.
2002년 타란티노는 자신이 쓴 <바스터즈: 거친 녀석들>이 생각했던 것보다 분량이 방대해졌다는 사실과, 다른 감독들이 한창 제2차 세계 대전 관련 영화를 작업하고 있다는 사실을 깨닫는다. 이때 타란티노는 거의 다 완성된 각본을 세 개째 집필해둔 상태였고, "내가 지금껏 쓴 것 중에 제일 훌륭한 것. 그렇지만 결말을 낼 수가 없다"라고 공언한 바 있다. 결국 타란티노는 작업을 중단한 채 2부작 시리즈 <킬 빌> (2003 ~ 2004)로 시선을 돌려 감독을 맡게 된다. 킬 빌 시리즈를 완결낸 타란티노는 제일 먼저 썼던 줄거리 초안을 다시 한번 읽어보고, 미니시리즈 드라마로 제작할 지 고려하나 이를 단념한다. 대신 각본을 다듬는 과정에 착수하고, 이 과정에서 분량의 기준을 <펄프 픽션> 제작 당시 썼던 각본으로 삼았다. 작품의 전제 역시 바꾸어, 처형 위기에 처했다가 탈출하여 연합군을 돕는 입무에 착수하는 병사들의 이야기에 초점을 맞추기로 하였다. 이 병사들에 대해 타란티노는 "2차 세계 대전 당시 큰 일에 처했다는 식의 평범한 영웅은 아니"라고 밝혔다.

## 수상 · 노미네이트
| 수상 · 노미네이트            | 수상 · 노미네이트                                            | 수상 · 노미네이트 | 수상 · 노미네이트 |
| 상                           | 부문                                                         | 후보 | 결과              |
| ---------------------------- | ------------------------------------------------------------ | --- | ----------------- |
| 아카데미상                   | 남우조연상                                                   | 크리스토프 발츠 | 수상              |
| 아카데미상                   | 작품상                                                       | 로런스 벤더 | 후보              |
| 아카데미상                   | 감독상                                                       | 쿠엔틴 타란티노 | 후보              |
| 아카데미상                   | 각본상                                                       | 쿠엔틴 타란티노 | 후보              |
| 아카데미상                   | 촬영상                                                       | 로버트 리처드슨 | 후보              |
| 아카데미상                   | 편집상                                                       | 샐리 멘케 | 후보              |
| 아카데미상                   | 녹음상                                                       | 마이클 밍클러, 토니 램버티, 마크 울라노 | 후보              |
| 아카데미상                   | 음향편집상                                                   | 와일리 스테이트먼 | 후보              |
|                              |                                                              | |                   |
| 골든 글로브상                | 남우조연상                                                   | 크리스토프 발츠 | 수상              |
| 골든 글로브상                | 감독상                                                       | 쿠엔틴 타란티노 | 후보              |
| 골든 글로브상                | 작품상 (드라마 부문)                                         | 작품상 (드라마 부문) | 후보              |
| 골든 글로브상                | 각본상                                                       | 쿠엔틴 타란티노 | 후보              |
|                              |                                                              | |                   |
| 영국 아카데미상              | 남우조연상                                                   | 크리스토프 발츠 | 수상              |
| 영국 아카데미상              | 촬영상                                                       | 로버트 리처드슨 | 후보              |
| 영국 아카데미상              | 편집상                                                       | 샐리 멘케 | 후보              |
| 영국 아카데미상              | 감독상                                                       | 쿠엔틴 타란티노 | 후보              |
| 영국 아카데미상              | 프로덕션디자인상                                             | 샌디 레이놀즈 와스코 데이비드 와스코 | 후보              |
| 영국 아카데미상              | 시나리오 각본상                                              | 쿠엔틴 타란티노 | 후보              |
|                              |                                                              | |                   |
| 그래미상                     | 컴필레이션사운드트랙앨범상 (영화·텔레비전·비주얼미디어 부문) | | 후보              |
|                              |                                                              | |                   |
| 새틀라이트상                 | 남우조연상                                                   | 크리스토프 발츠 | 수상              |
| 새틀라이트상                 | 촬영상                                                       | 로버트 리처드슨 | 후보              |
|                              |                                                              | |                   |
| 미술감독조합상               | 피리어드 영화·퓨쳐 영화                                      | 데이비드 와스코 | 후보              |
|                              |                                                              | |                   |
| 전미감독협회상               | 감독상                                                       | 쿠엔틴 타란티노 | 후보              |
|                              |                                                              | |                   |
| 전미영화배우협회상           | 남우조연상                                                   | 크리스토프 발츠 | 수상              |
| 전미영화배우협회상           | 여우조연상                                                   | 디아네 크루거 | 후보              |
| 전미영화배우협회상           | 캐스트상                                                     | 다니엘 브륄, 아우구스트 딜, 줄리 드레이퍼스, 마이클 패스벤더, 실베스터 그로스, 재키 이도, 디아네 크루거, 멜라니 로랑, 데니스 메노쳇, 마이크 마이어스, 브래드 피트, 일라이 로스 틸 슈바이거, 로드 테일러, 크리스토프 발츠, 마틴 부트케 | 수상              |
|                              |                                                              | |                   |
| 전미제작자협회상             | 영화제작자상                                                 | 로런스 벤더 | 후보              |
|                              |                                                              | |                   |
| 칸국제영화제                 | 남우상                                                       | 크리스토프 발츠 | 수상              |
| 칸국제영화제                 | 황금종려상                                                   | 쿠엔틴 타란티노 | 후보              |
|                              |                                                              | |                   |
| 라스베이거스영화비평가협회상 | 남우조연상                                                   | 크리스토프 발츠 | 수상              |
| 라스베이거스영화비평가협회상 | 의상디자인상                                                 | 애나 B 셰퍼드 | 수상              |
|                              |                                                              | |                   |
| 할리우드영화제               | 남우조연상                                                   | 크리스토프 발츠 | 수상              |
|                              |                                                              | |                   |
| 오스틴영화비평가협회상       | 남우조연상                                                   | 크리스토프 발츠 | 수상              |
| 오스틴영화비평가협회상       | 여우주연상                                                   | 멜라니 로랑 | 수상              |
| 오스틴영화비평가협회상       | 오리지널각본상                                               | 쿠엔틴 타란티노 | 수상              |
|                              |                                                              | |                   |
| 보스턴영화비평가협회상       | 남우조연상                                                   | 크리스토프 발츠 | 수상              |
|                              |                                                              | |                   |
| 크리틱스 초이스 영화상       | 남우조연상                                                   | 크리스토프 발츠 | 수상              |
| 크리틱스 초이스 영화상       | 앙상블연기상                                                 | 앙상블연기상 | 수상              |
| 크리틱스 초이스 영화상       | 액션영화상                                                   | 액션영화상 | 후보              |
| 크리틱스 초이스 영화상       | 미술감독상                                                   | 데이비드 와스코 | 후보              |
| 크리틱스 초이스 영화상       | 촬영상                                                       | 로버트 리처드슨 | 후보              |
| 크리틱스 초이스 영화상       | 의상디자인상                                                 | 애나 B 셰퍼드 | 후보              |
| 크리틱스 초이스 영화상       | 감독상                                                       | 쿠엔틴 타란티노 | 후보              |
| 크리틱스 초이스 영화상       | 편집상                                                       | 샐리 멘케 | 후보              |
| 크리틱스 초이스 영화상       | 작품상                                                       | 작품상 | 후보              |
| 크리틱스 초이스 영화상       | 시나리오각본상                                               | 쿠엔틴 타란티노 | 수상              |
|                              |                                                              | |                   |
| 로스앤젤레스영화비평가협회상 | 남우조연상                                                   | 크리스토프 발츠 | 수상              |
|                              |                                                              | |                   |
| 뉴욕영화비평가협회상         | 남우조연상                                                   | 크리스토프 발츠 | 수상              |
|                              |                                                              | |                   |
| 샌디에이고영화비평가협회상   | 남우조연상                                                   | 크리스토프 발츠 | 수상              |
| 샌디에이고영화비평가협회상   | 앙상블연기상                                                 | 앙상블연기상 | 수상              |
| 샌디에이고영화비평가협회상   | 감독상                                                       | 쿠엔틴 타란티노 | 수상              |
| 샌디에이고영화비평가협회상   | 작품상                                                       | 작품상 | 수상              |
| 샌디에이고영화비평가협회상   | 미술상                                                       | 데이비드 와스코 | 수상              |
| 샌디에이고영화비평가협회상   | 시나리오각본상                                               | 쿠엔틴 타란티노 | 수상              |
|                              |                                                              | |                   |
| 사우스이스턴영화비평가협회상 | 남우조연상                                                   | 크리스토프 발츠 | 수상              |
|                              |                                                              | |                   |
| 워싱턴D.C.영화비평가협회상   | 남우조연상                                                   | 크리스토프 발츠 | 수상              |
| 워싱턴D.C.영화비평가협회상   | 감독상                                                       | 쿠엔틴 타란티노 | 후보              |
| 워싱턴D.C.영화비평가협회상   | 작품상                                                       | 작품상 | 후보              |
| 워싱턴D.C.영화비평가협회상   | 시나리오각본상                                               | 쿠엔틴 타란티노 | 수상              |
|                              |                                                              | |                   |
| 전미영화비평가협회상         | 남우조연상                                                   | 크리스토프 발츠 | 수상              |
|                              |                                                              | |                   |
| MTV 무비 어워드              | 악역상                                                       | 크리스토프 발츠 | 후보              |
|                              |                                                              | |                   |
| 새턴상                       | 여우주연상                                                   | 멜라니 로랑 | 후보              |
| 새턴상                       | 남우조연상                                                   | 크리스토프 발츠 | 후보              |
| 새턴상                       | 여우조연상                                                   | 디아네 크루거 | 후보              |
| 새턴상                       | 액션·어드벤처·스릴러영화상                                   | 액션·어드벤처·스릴러영화상 | 수상              |
| 새턴상                       | 감독상                                                       | 쿠엔틴 타란티노 | 후보              |
| 새턴상                       | 각본상                                                       | 쿠엔틴 타란티노 | 후보              |
| 새턴상                       | 의상디자인상                                                 | 의상디자인상 | 후보              |

## 같이 보기
- 나캄